# Žibritov
Žibritov este o comună slovacă, aflată în districtul Krupina din regiunea Banská Bystrica. Localitatea se află la altitudinea de 494 m deasupra n.m., se întinde pe o suprafață de 9,96 km2 și în 2017 număra 63 de locuitori.

## Istoric
Localitatea Žibritov este atestată documentar din 1266.

## Demografie
| An:                | 1994 | 2004    | 2014    | 2024   |
| ------------------ | ---- | ------- | ------- | ------ |
| Număr de persoane: | 97   | 81      | 67      | 62     |
| Diferență:         |      | −16,49% | −17,28% | −7,46% |

| An:                | 2023 | 2024   |
| ------------------ | ---- | ------ |
| Număr de persoane: | 65   | 62     |
| Diferență:         |      | −4,61% |